# El Pi de Sant Josep
El Pi de Sant Josep és un cim de 451,5 metres a cavall dels municipis de Sant Ferriol, a la comarca de la Garrotxa i de Sant Miquel de Campmajor, a la comarca del Pla de l'Estany. Té una forma allargassada en sentit est-oest i és flanquejat al nord pel torrent de la Miana i la riera de Junyell i pel sud pel Ser.